# باشگاه فوتبال همپتون و ریچموند بورو
باشگاه فوتبال همپتون و ریچموند بورو یک باشگاه فوتبال در شهر همپتون، لندن، کشور انگلستان است که در سال ۱۹۲۱ میلادی تأسیس شده‌ است.